# Flavio Sigisvulto
Flavio Sigisvulto (latino: Flavius Sigisvultus; fl. 427-448) è stato un politico e generale goto naturalizzato romano che fu console con il patrizio Flavio Ezio.

## Storia
Venne mandato nel 427 a comandare la guerra in Africa contro un generale ribelle, Bonifacio, dopo che i precedenti generali erano stati uccisi da lui, guadagnandosi probabilmente il titolo di comes Africae, che era stato di Bonifacio. Assediò Ippona e Cartagine, e, essendo egli stesso ariano, mandò un vescovo ariano, Maximinus, a confrontarsi con Agostino d'Ippona nel 427 o nel 428. Presumibilmente rientrò in Italia dopo che le relazioni tra l'imperatore e Bonifacio vennero ristabilite nel 429 o nel 430.
Fu console nel 437 con Flavio Ezio. Dallo stesso anno, o dal 440, fino al 448 fu magister utriusque militiae, organizzando la difesa contro i Vandali. Nel 448 divenne patrizio.
Il nome Sigisvultus è di origine germanica, e può anche essere scritto come Sigisvult, Segisvultus, o Sigisvuldus. A volte venne chiamato anche Sigisvulto il goto.